# Чумаченко Юлія Вадимівна
Ю́лія Вадимівна Чумаче́нко (нар. 2 жовтня 1994, Миколаїв) — українська стрибунка у висоту. Майстер спорту України міжнародного класу (2018).

## Життєпис
Станом на літо 2019-го — студентка Тернопільського національного економічного університету.
13 липня 2019 року стала переможницею Всесвітньої Універсіади 2019 в Неаполі, подолавши висоту 1,94 м.

## Основні досягнення
| Рік  | Чемпіонат                     | Місце проведення      | Місце    | Результат |
| ---- | ----------------------------- | --------------------- | -------- | --------- |
| 2015 | Чемпіонат Європи серед молоді | Таллін, Естонія       | 7        | 1.81 м    |
| 2016 | Чемпіонат Європи              | Амстердам, Нідерланди | 9 (кв.)  | 1.85 м    |
| 2017 | Чемпіонат Європи в приміщенні | Белград, Сербія       | 9        | 1.86 м    |
| 2019 | Універсіада                   | Неаполь, Італія       | 1        | 1.94 м    |
| 2023 | Чемпіонат світу               | Будапешт, Угорщина    | 23 (кв.) | 1,85 м    |
| 2024 | Чемпіонат Європи              | Рим, Італія           | 15 (кв.) | 1.85 м    |
| 2025 | Чемпіонат Європи в приміщенні | Апелдорн, Нідерланди  | 16 (кв.) | 1.80 м    |

## Державні нагороди
- Орден княгині Ольги III ст. (1 жовтня 2019) —За досягнення високих спортивних результатів на XXX Всесвітній літній Універсіаді у м. Неаполі (Італійська Республіка), виявлені самовідданість та волю до перемоги, піднесення міжнародного авторитету України [2]